# Пайк (округ, Кентукки)
Пайк (англ. Pike County) — округ в США, штате Кентукки. Официально образован в 1821 году. По состоянию на 2010 год, численность населения составляла 65 024 человек. Получил своё название в честь американского бригадного генерала и исследователя Зебулона Пайка.

## География
По данным Бюро переписи США, общая площадь округа равняется 2043,1 км², из которых 2040,1 км² суша и 3,0 км² или 0,15 % это водоёмы.

## Население
По данным переписи населения 2000 года в округе проживает 68 736 жителей в составе 27 612 домашних хозяйств и 20 377 семей. Плотность населения составляет 34,00 человек на км2. На территории округа насчитывается 30 923 жилых строений, при плотности застройки около 15-ти строений на км2. Расовый состав населения: белые — 98,35 %, афроамериканцы — 0,45 %, коренные американцы (индейцы) — 0,11 %, азиаты — 0,41 %, гавайцы — 0,03 %, представители других рас — 0,10 %, представители двух или более рас — 0,56 %. Испаноязычные составляли 0,65 % населения независимо от расы.
В составе 33,70 % из общего числа домашних хозяйств проживают дети в возрасте до 18 лет, 58,80 % домашних хозяйств представляют собой супружеские пары проживающие вместе, 11,40 % домашних хозяйств представляют собой одиноких женщин без супруга, 26,20 % домашних хозяйств не имеют отношения к семьям, 24,10 % домашних хозяйств состоят из одного человека, 9,80 % домашних хозяйств состоят из престарелых (65 лет и старше), проживающих в одиночестве. Средний размер домашнего хозяйства составляет 2,46 человека, и средний размер семьи 2,90 человека.
Возрастной состав округа: 23,70 % моложе 18 лет, 9,20 % от 18 до 24, 30,00 % от 25 до 44, 24,90 % от 45 до 64 и 24,90 % от 65 и старше. Средний возраст жителя округа 37 лет. На каждые 100 женщин приходится 95,50 мужчин. На каждые 100 женщин старше 18 лет приходится 91,20 мужчин.
Средний доход на домохозяйство в округе составлял 23 930 USD, на семью — 29 302 USD. Среднестатистический заработок мужчины был 32 332 USD против 19 229 USD для женщины. Доход на душу населения составлял 14 005 USD. Около 20,60 % семей и 23,40 % общего населения находились ниже черты бедности, в том числе — 30,20 % молодёжи (тех, кому ещё не исполнилось 18 лет) и 16,10 % тех, кому было уже больше 65 лет.